# Капінус Віталій Анатолійович
Віта́лій Анато́лійович Капінус (11 лютого 1985 — 18 вересня 2014) — сержант Збройних сил України, учасник російсько-української війни.

## Життєвий шлях
Народився 1985 року в місті Кривий Ріг (Дніпропетровська область). Спочатку навчався у криворізькій ЗОШ № 39 до 8го класу, потим закінчив криворізьку ЗОШ № 64, призваний до Збройних Сил України. Строкову службу пройшов у танковому відділенні військового центру сухопутних військ «Десна».
Після демобілізації вступив до Криворізького ПТУ № 37, здобув спеціальність машиніста екскаватора.
Останнім часом працював у ПАТ «АрселорМіттал Кривий Ріг», машиніст автогрейдера.
Працював волонтером, ремонтував військову техніку. Мобілізований, командир відділення, 17-та окрема танкова бригада.
18 вересня 2014-го загинув поблизу смт Калинове при забезпеченні відходу з-під вогню розвідників, БМП яких було підбито; розвідувальний дозор, у якому знаходився Віталій Капінус, прикривав евакуацію поранених бійців з Донецького аеропорту. Дозор потрапив у засідку російських та сепаратистських військ.
Похований у місті Кривий Ріг 18 вересня 2014-го з військовими почестями.
Без Віталія лишилися дружина Анастасія, син Кирило та донька Валерія (від першої дружини)

## Нагороди та вшанування
За особисту мужність і героїзм, виявлені у захисті державного суверенітету та територіальної цілісності України, вірність військовій присязі під час російсько-української війни, відзначений — нагороджений
- орденом «За мужність» III ступеня (посмертно)
- відзнакою міста Кривий Ріг «За Заслуги перед містом» 3 ступеня (посмертно)
- в Кривому Розі встановлено меморіальну дошку його честі
- побратими назвали його іменем бойовий автомобіль
- орден «За вірність присязі» (посмертно, 26.08.2016)[1]
- Його портрет розміщений на меморіалі «Стіна пам'яті полеглих за Україну» у Києві: секція 4, ряд 7, місце 14
- Вшановується в меморіальному комплексі «Зала пам'яті», в щоденному ранковому церемоніалі 18 вересня[2]